# Ablabesmyia parajanta
Ablabesmyia parajanta es una especie de insecto díptero del género Ablabesmyia, familia Chironomidae.

Fue descrito por primera vez en 1971 por Roback. 

## Distribución
Se distribuye desde Ontario a Nueva York, Georgia y Florida.